# 국립DMZ자생식물원
국립DMZ자생식물원은 대한민국 산림청 소속  국립수목원 분원 형태로    강원특별자치도 양구군 해안면 만대리에 조성한 식물원이다.  국립수목원은 2013년 식물원을 완공하고 DMZ지역 산림 생태계를 연구했으나 일반에 공개하지는 않다가  2016년 10월 19일 일반인에 개방하였다.

## 목적
- DMZ 민통선 이북지역에 자생하는 식물종의 증식,보존을 위한 식물원을 조성하여 북방식물자원의 안정적 보전,관리기반 구축
- 생물다양성이 풍부한 DMZ & CCA의 식물조사,수집,보존,연구
- 교육,체험,생태관광등 대국민 서비스 제공
- 북한지역에 대한 조림,산림복원 수종 연구,개발

## 주요 시설
- 강원특별자치도 양구군 해안면 펀치볼로 916-70  , 면 적 : 총 18ha (180,000 m2)
- 국제연구센터, 숙소동, 전시원, 보존원 등

### 전시원
국립DMZ자생식물원은 크게 8개의 전시원으로 구성되었다. 북방계식물을 수집하여 보전하기 위한 ‘북방계식물전시원’, DMZ지역에 분포하는 희귀 및 특산식물을 수집·보전하는 ‘희귀·특산식물원’, DMZ서부평야지역의 습지, 임진강, 한강의 저층습지, 대암산 용늪 등을 보전하기 위한 고층습지 등 ‘습지원’, DMZ의 모습과 전쟁의 흔적 등을 전시하는 ‘WAR가든’, 그 밖에 ‘DMZ원’, ‘미래의숲’, ‘소나무과원’, ‘야생화원’으로 조성되었다.

## 추진 일정
- 2011년 7월: 식물예정지 지정 고시
- 2011년 7월: 국토부 사업인정고시 완료
- 2011년 7월: 착공식
- 2013년 :  완공
- 2016년 10월 19일: 일반인에 개방